# Disney's Party
Disney's Party är ett partyspel från 2003, utvecklat av Neverland Co för Gamecube och av Jupiter Corporation för Game Boy Advance. Spelen har samma upplägg som spel i Mario Party-serien, där spelarna tävlar i minispel för att vinna spelet.